# SSD (Sankt Petersburg)
Die SSD (ЗСД, russisch Западный скоростной диаметр ‚Sapadny skorostnoi diametr‘, deutsch Westlicher Hochgeschwindigkeits-Durchmesser‘) ist die Bezeichnung der Stadtautobahn in Sankt Petersburg. Die Autobahn beginnt im Süden des Sankt Petersburger Autobahnrings A118 und führt durch das Zentrum von Sankt Petersburg, vorbei an der Newabucht und der Gazprom-Arena, weiter über den nördlichen Teil des Sankt Petersburger Autobahnrings A118 und dann in nordwestlicher Richtung bis zur A181 bei Sestrorezk. Die Stadtautobahn ist mautpflichtig. Sie wird vom privaten Betreiber Northern Capital Highway betrieben. Die SSD besteht hauptsächlich aus Kunstbauten (Brücken und Tunnel) mit einer Länge von 26,7 km.

## Geschichte
Der Bau der Stadtautobahn begann 2005 und der erste Abschnitt der SSD wurde am 30. Oktober 2008 zwischen dem südlichen Teil der A118 und dem Stadtteil Awtowo fertiggestellt. Am 14. Oktober 2010 wurde der Bau der SSD bis zum Flussufer von Jekateringofka fortgesetzt. Der zweite Abschnitt wurde am 10. Oktober 2012 eröffnet. Die Eröffnung des nördlichen Teils der SSD von der A181 bis zum Primorskoje prospekt erfolgte am 13. August 2013. Der letzte Bauabschnitt wurde am 4. Dezember 2016 eröffnet.

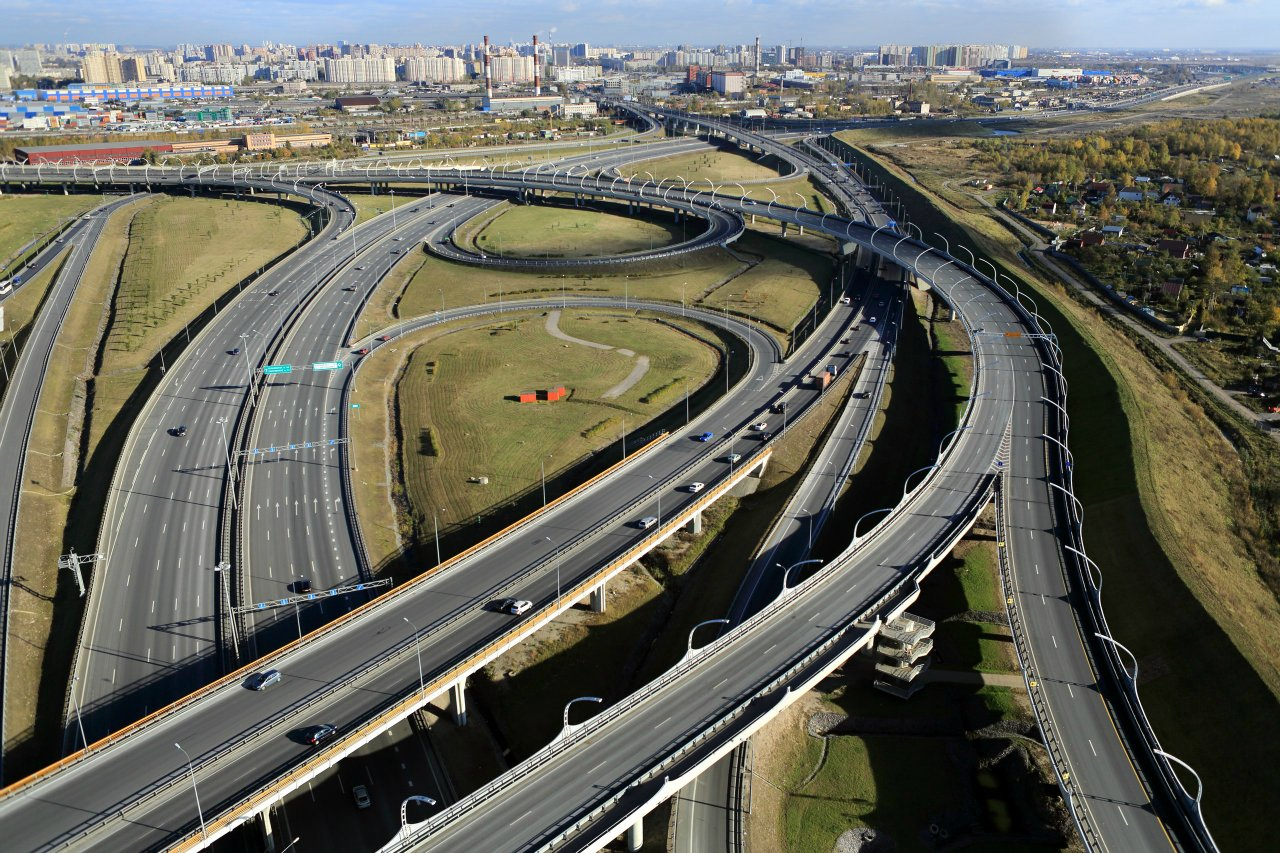
Autobahndreieck der SSD und der A118
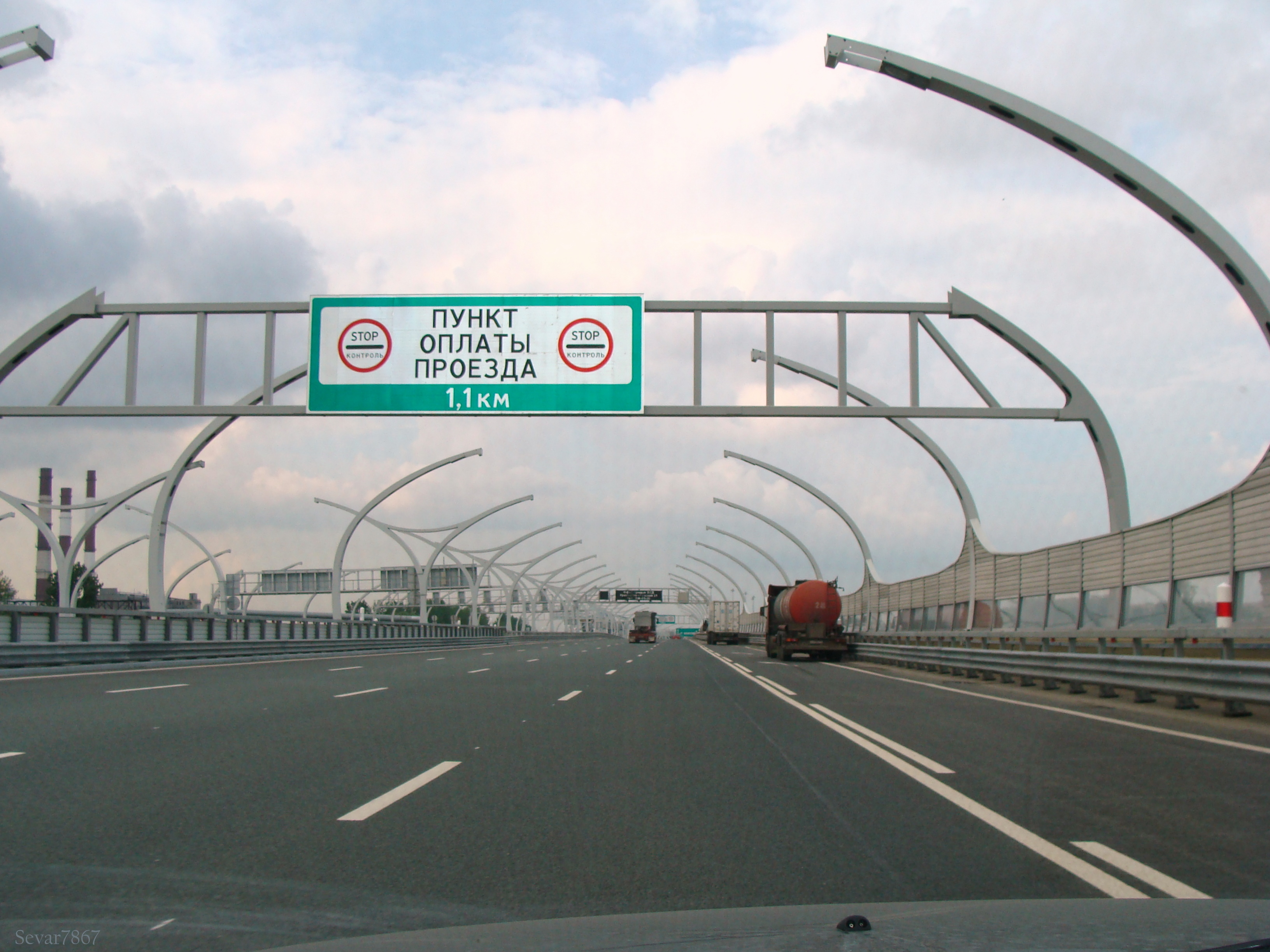
Ankündigung einer Mautstelle
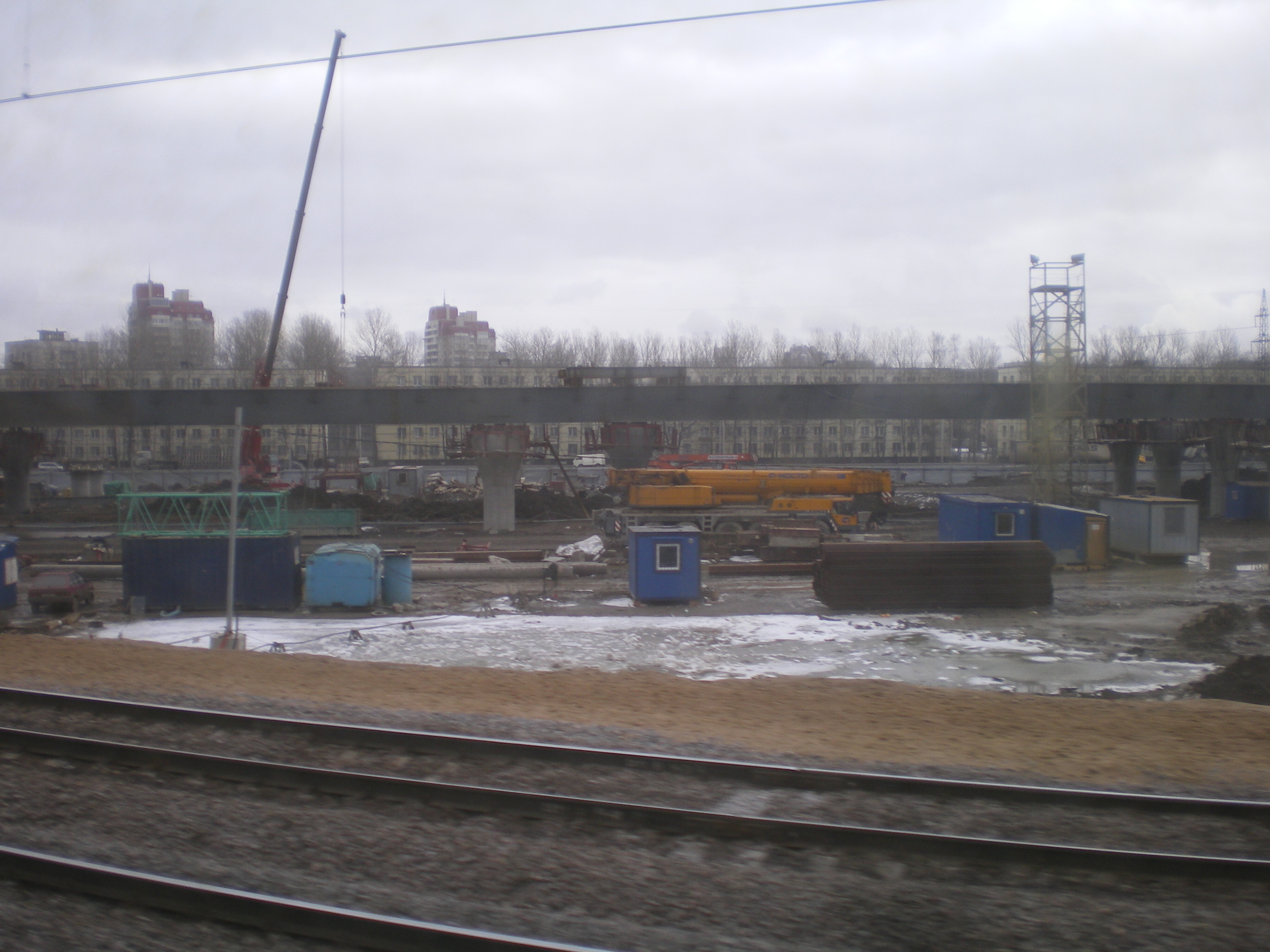
SSD Baustelle am Leninski prospekt
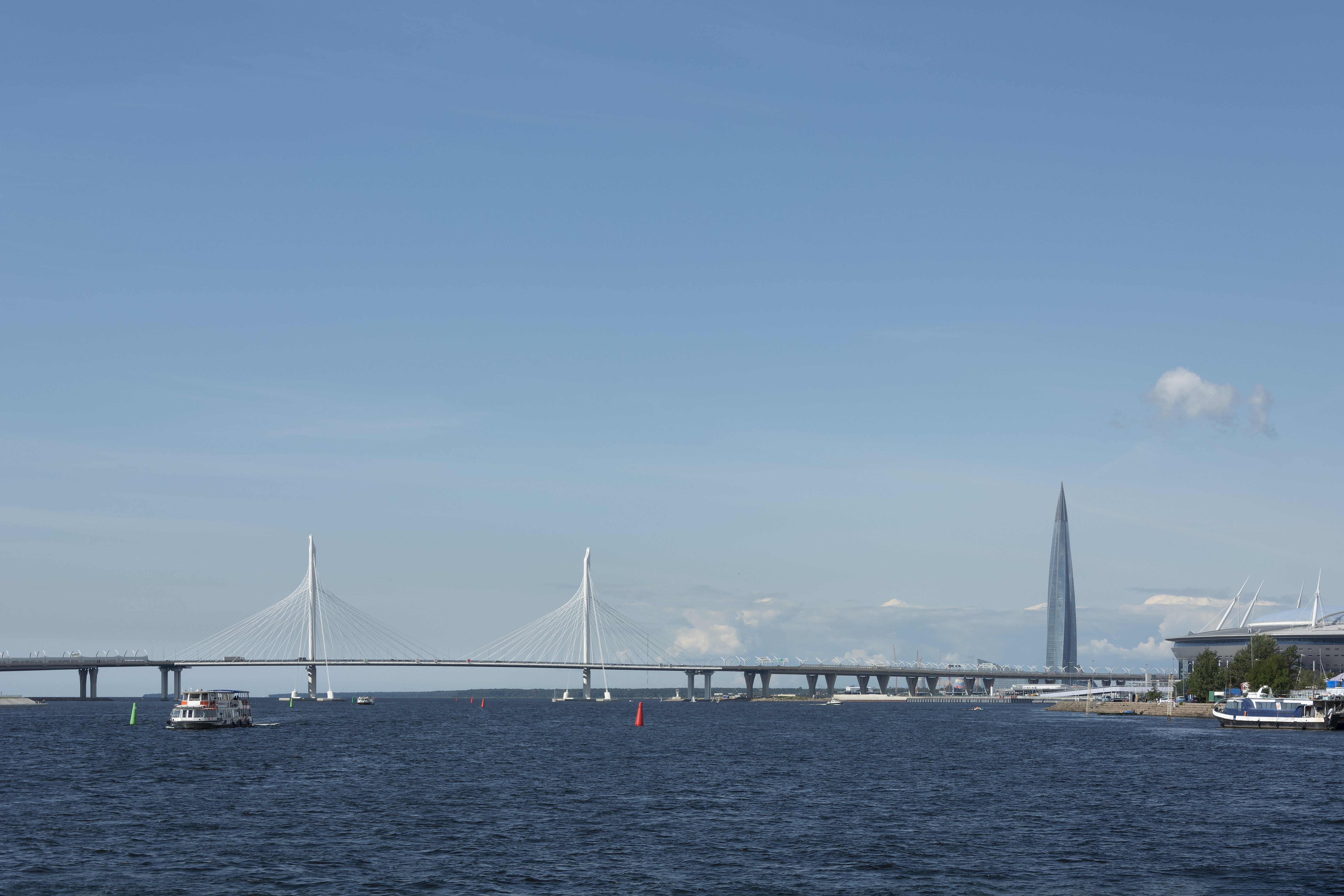
Die Wantonyy-Brücke neben der Gazprom-Arena (Im Hintergrund das Lachta-Zentrum)
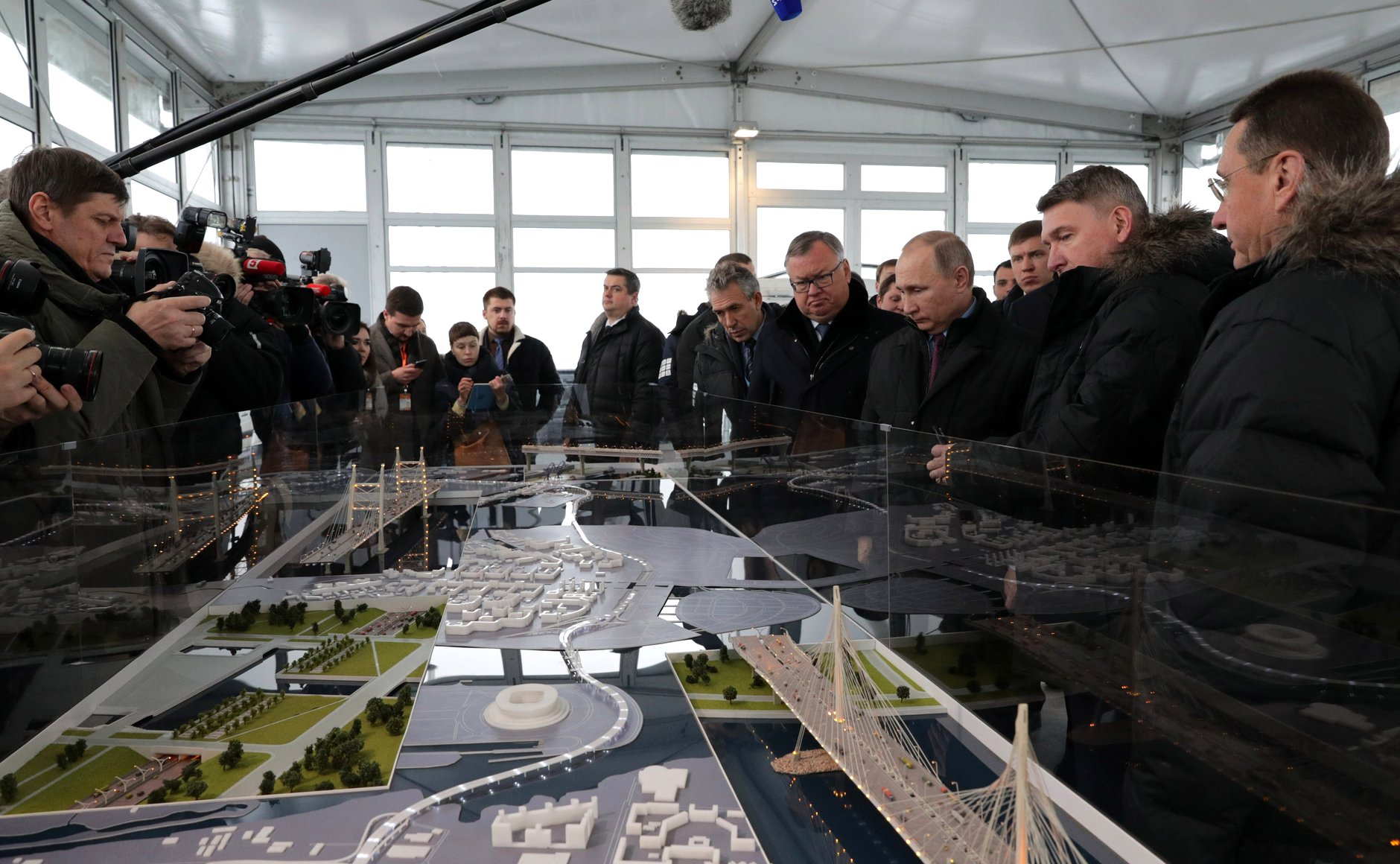
Der russische Präsident Wladimir Putin bei der Eröffnungsfeier des letzten Bauabschnitts der SSD

## Verlauf
| km |               |            | stadteinwärts                        | stadtauswärts                        | Richtung                     |
| -- | ------------- | ---------- | ------------------------------------ | ------------------------------------ | ---------------------------- |
| 1  | Autobahnkreuz |            | Kolzewaja Awtomobilnaja Doroga (KAD) | Kolzewaja Awtomobilnaja Doroga (KAD) |                              |
| 2  |               |            |                                      | Awtomobilnaja uliza                  | Awtowo                       |
| 4  |               |            | Mautstelle                           | Mautstelle                           | Mautstelle                   |
| 5  |               |            | Blagodatnaja uliza                   |                                      |                              |
| 8  |               |            | Nabereschnaja Reki Jekateringofki    |                                      |                              |
|    |               |            | Korabelny (Brücke)                   |                                      |                              |
| 14 |               |            |                                      | Krusenschterna prospekt              |                              |
|    |               |            | Tunnel                               |                                      |                              |
| 17 |               |            | Nabereschnaja Makarowa               |                                      |                              |
|    |               |            | Wantonyy (Brücke)                    |                                      |                              |
| 21 |               |            | Primorski prospekt                   | Primorski prospekt                   | Lachta-Zentrum, Sestrorezk   |
| 23 |               |            | Bogatyrski prospekt                  | Bogatyrski prospekt                  |                              |
| 25 |               |            | Schuwalowski prospekt                |                                      |                              |
| 29 |               |            | Mautstelle                           | Mautstelle                           | Mautstelle                   |
| 30 | Autobahnkreuz |            | Kolzewaja Awtomobilnaja Doroga (KAD) | Kolzewaja Awtomobilnaja Doroga (KAD) |                              |
| 39 |               |            | Mautstelle                           | Mautstelle                           | Mautstelle                   |
| 40 |               |            | Beloostrowskoje schosse              | Nowoje schosse                       | Sertolowo                    |
| 46 | Autobahnkreuz | A181 · E18 | Selenogorskoje schosse               | Skandinawija                         | Sestrorezk, Wyborg, Helsinki |